# Czołg Mendelejewa
Czołg Mendelejewa − projekt opancerzonego pojazdu bojowego na podwoziu gąsienicowym, opracowany przed I wojną światową w Imperium Rosyjskim.
Projektantem był inżynier Wasyl Mendelejew, syn Dymitra (twórcy układu okresowego). 
Według projektu pojazd miał być chroniony stalowym pancerzem o grubości 100-150 mm. Uzbrojenie miała stanowić armata okrętowa kalibru 120 mm oraz karabin maszynowy. Przewidywano załogę 8-osobową. Masa miała wynosić 170 ton. 
Ze względu na brak możliwości przewiezienia czołgu na wagonie kolejowym, planowano, że pojazd będzie miał możliwość samodzielnego poruszania się po torach kolejowych.
W projekcie znalazło się kilka nowatorskich rozwiązań, jak np. pneumatyczne ładowanie armaty, pneumatyczne zawieszenie z możliwością osiadania pojazdu na czas strzelania.